# Thladiantha dubia
Thladiantha dubia là một loài thực vật có hoa trong họ Cucurbitaceae. Loài này được Bunge miêu tả khoa học đầu tiên năm 1835.

## Hình ảnh

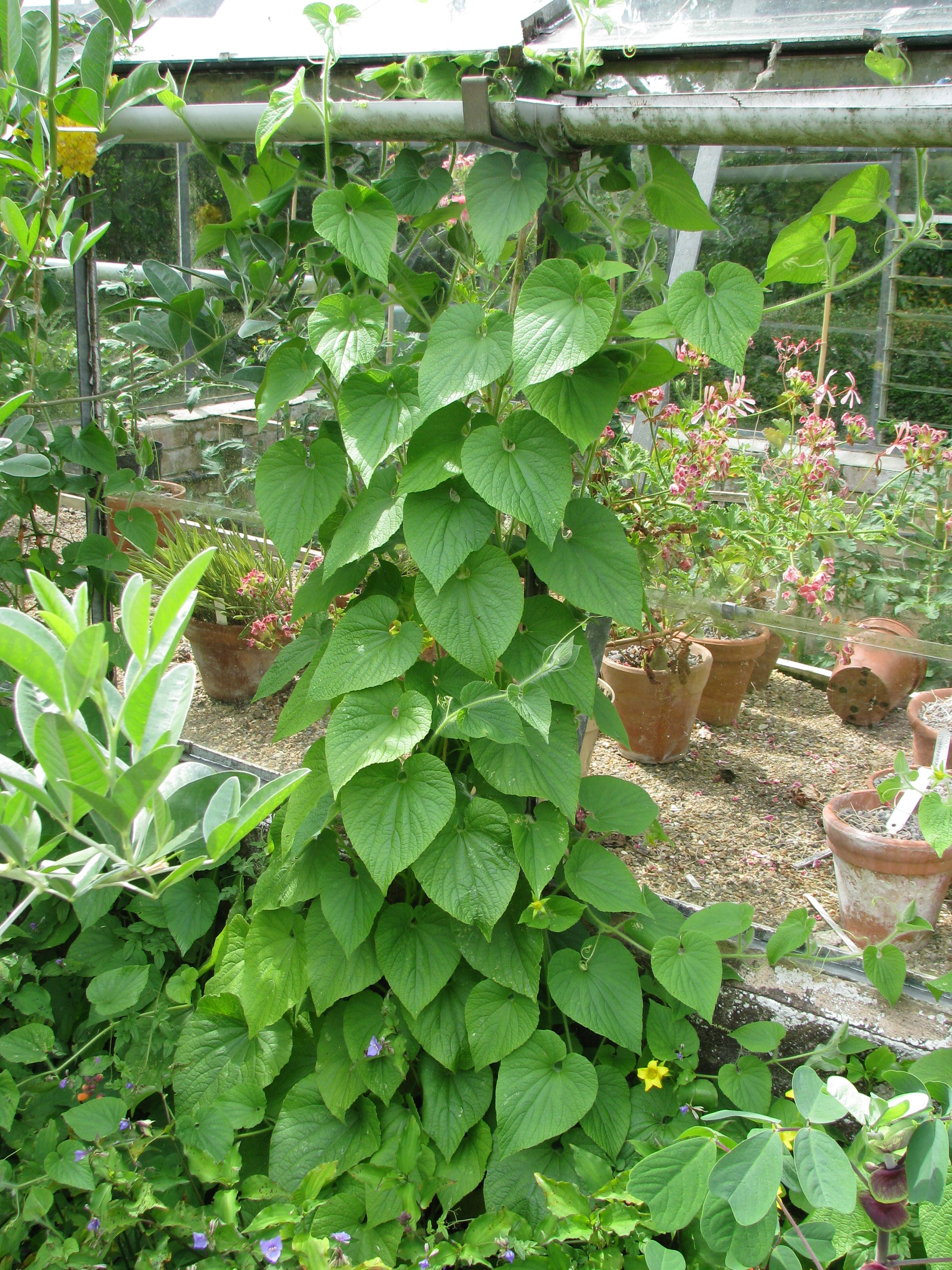
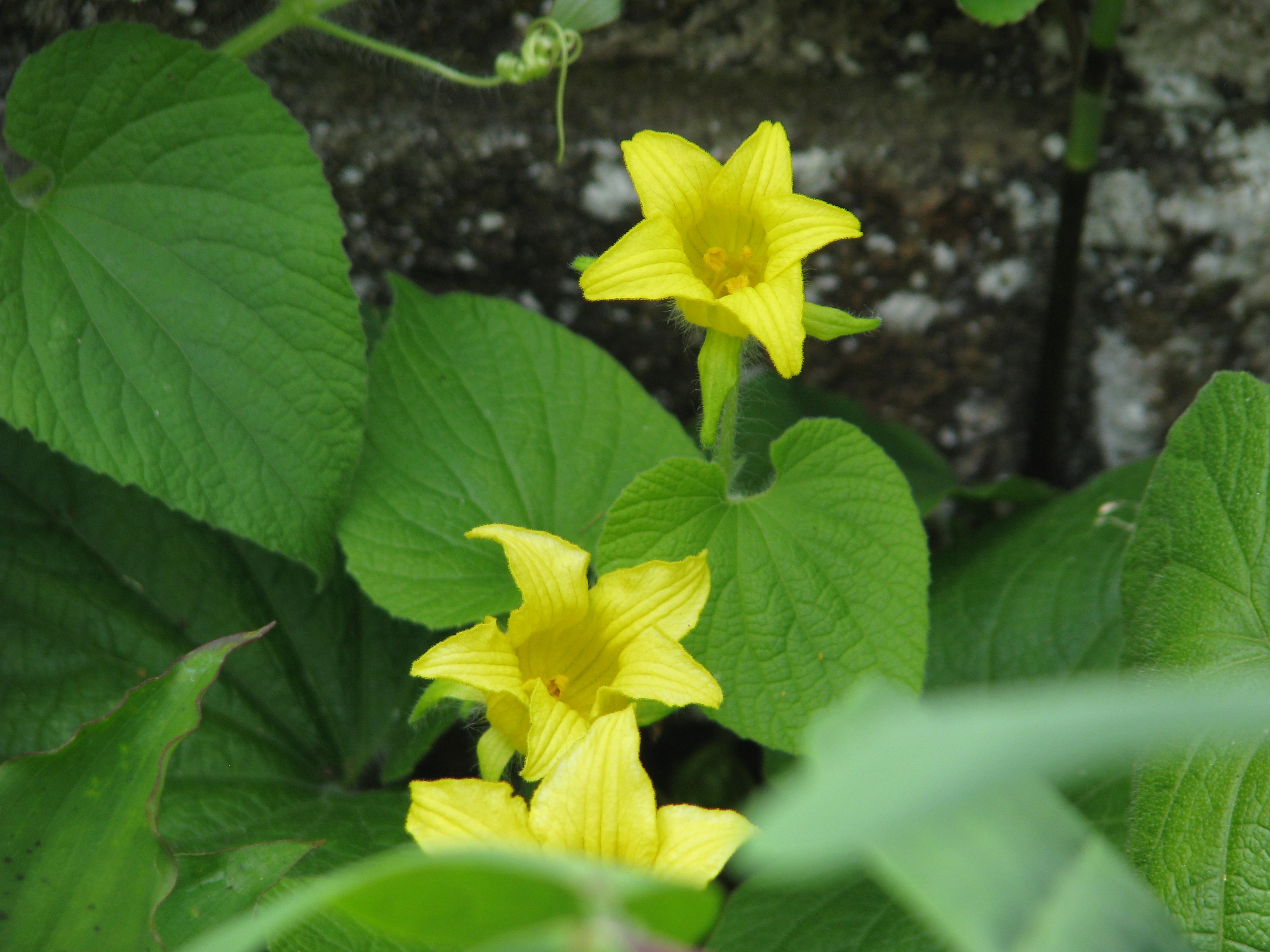
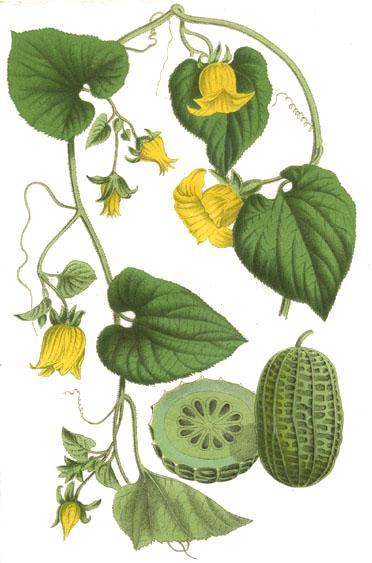